# Świadkowie Jehowy w Republice Środkowoafrykańskiej
Świadkowie Jehowy w Republice Środkowoafrykańskiej – społeczność wyznaniowa w Republice Środkowoafrykańskiej, należąca do ogólnoświatowej wspólnoty Świadków Jehowy, licząca w 2023 roku 2932 głosicieli, należących do 64 zborów. Na dorocznej uroczystości Wieczerzy Pańskiej w 2023 roku zgromadziło się 20 176 osób. Działalność miejscowych i Świadków Jehowy z Czadu koordynuje Biuro Oddziału w Bangui.

## Historia

### Początki
Początek działalności tego wyznania w tym kraju datuje się na rok 1947. Wówczas to Josué Dioh powrócił z Kamerunu, gdzie uczęszczał na zebrania religijne Świadków Jehowy. Wkrótce rozpoczął działalność kaznodziejską. Skontaktował się też ze szwajcarskim Biurem Oddziału, aby wysłano publikacje do Etienne Nkounkou w Bangui, który je co tydzień analizował z grupą zainteresowanych. 
W kolejnych latach miejscowe władze zakazały rozpowszechniania tych publikacji, toteż miejscowi głosiciele posługiwali się w działalności kaznodziejskiej samą Biblią. W roku 1950 grupki zainteresowanych w Bangui odwiedził Eric Cooke, misjonarz z Rodezji Południowej (obecnie Zimbabwe). Pierwszy zbór poza stolicą kraju założono w kwietniu 1950 roku w Dekoa, a w następnym roku w Ippy. W 1955 w Bangui działało około 200 głosicieli. W 1957 roku pozwolono na rozpowszechnianie niektórych publikacji. W kraju zanotowano liczbę około 500 głosicieli. 

### Prawna rejestracja i ograniczenia działalności
28 marca 1961 roku zalegalizowano działalność Świadków Jehowy. W roku 1962 przybyli pierwsi misjonarze, absolwenci Szkoły Gilead. 2 kwietnia 1962 roku kraj odwiedził Milton Henschel. 1 września 1963 w stolicy otwarto Biuro Oddziału.
Nadzorcą obwodu i nadzorcą Biura Oddziału był Maxim Danylenko. W 1976 roku  działalność Świadków Jehowy w Republice Środkowoafrykańskiej została zakazana. Po jakichś dwóch latach zakaz został zniesiony, a Maxim Danylenko powrócił do pracy w obwodzie.

### Ponowna legalizacja działalności
20 stycznia 1993 roku tamtejszy rząd oficjalnie zezwolił Świadkom Jehowy na wznowienie działalności w pełnym zakresie. Ponownie otworzono pięć Sal Królestwa w Bangui, a do kraju wysłani zostali pionierzy – głównie z Francji. W 1996 roku liczba głosicieli przekroczyła 2000, a dziesięć lat później zanotowano ich 2769. W latach 1999 i 2000 miejscowi wyznawcy udzielili pomocy współwyznawcom-uchodźcom z Demokratycznej Republiki Konga. Pod koniec roku 2011 do kraju przybyli misjonarze ze Szkoły Gilead. 19 listopada 2011 roku oddano do użytku nowe obiekty Biura Oddziału m.in. 8 biur tłumaczeń, które nadzorują tłumaczenie literatury biblijnej na język sango i siedem innych lokalnych języków. 30 grudnia 2016 roku na kongresie pod hasłem „Lojalnie trwajmy przy Jehowie!” ogłoszono wydanie Pisma Świętego w Przekładzie Nowego Świata w języku sango, w 2008 roku w tym języku wydano Chrześcijańskie Pisma Greckie w Przekładzie Nowego Świata (Nowy Testament). W roku 2017 z powodu nasilających się konfliktów zbrojnych w różnych częściach kraju, Świadkowie Jehowy byli zmuszeni do ucieczki do Kamerunu i Demokratycznej Republiki Konga, gdzie otrzymali pomoc od współwyznawców. W 2020 roku osiągnięto liczbę 2962 głosicieli.